# 남원기상대
남원기상대는 1968년 12월 이리농업기상관측소 남원출장소로 신설되어 기상관측업무를 시작한 이래 기상재해로부터 지역 주민의 생명과 재산보호 및 지역사회 공공복리 증진을 위하여 신속하고 정확한 기상정보를 제공하고자 설립된 기상청 광주지방기상청 소속기관이다. 전북특별자치도 남원시 도통동 314 에 위치하고 있다.

## 연혁
- 1970년  7월 이리농업기상관측소 남원출장소 창설
- 1969년  5월 관측개시
- 1970년  7월 광주지대 전주측후소 남원분실로 개칭
- 1985년  7월 전주측후소 남원기상관측소로 개칭
- 1992년  4월 관측업무 자동화(AWS 설치 운영
- 1992년 11월 현 청사 이전(대산면→도통동)
- 2008년 10월 남원기상대 승격

## 관할 구역
- 전북특별자치도 남원시, 장수군, 임실군, 순창군

## 주요 업무
- 지역민에게 3시간 단위의 기온, 날씨, 강수 등의 기상예보서비스 제공
- 여름철 집중호우와 겨울철 폭설과 같은 위험기상 발생여부를 사전 예측하고 신속한 기상정보를 제공
- 기상재해 최소화를 위한 방재업무
- 지역특화산업 및 남원춘향제와 같은 지역축제 등에 필요한 맞춤형 기상자료 제공
- 남원, 순창, 장수 지역의 국가기상관측시설의 표준화 및 장비운영 최적화를 위해 유관기관에 장비운영 및 관리에 대한 기술 지도

## 같이 보기
- 기상청
- 광주지방기상청